# 迎丰镇
迎丰镇，是中华人民共和国陕西省安康市石泉县下辖的一个乡镇级行政单位。

## 行政区划
迎丰镇下辖以下地区：
迎丰集镇社区、红花坪村、双良村、新庄村、庙梁村、梧桐村、三官庙村、火石沟村、香炉沟村、迎丰街村、弓箭沟村、三湾村和高涧村。